# (255) Oppavia
(255) Oppavia est un astéroïde de la ceinture principale découvert par Johann Palisa le 31 mars 1886 à Vienne.
Il a été nommé d'après la ville tchèque (à l'époque austro-hongroise) d'Opava, où Palisa est né.